# 長池德士
長池徳士（1944年2月21日—）為日本的棒球選手，出生於德島縣鳴門市。他曾效力於日本職棒福岡軟體銀行鷹等，1979年退休，生涯通算338支全壘打。

## 外部連結
- 個人年度別成績 長池徳士 （页面存档备份，存于） （日語）